# Phorotrophus trilobus
Phorotrophus trilobus är en stekelart som beskrevs av Henri Saussure 1892. Phorotrophus trilobus ingår i släktet Phorotrophus och familjen brokparasitsteklar. Inga underarter finns listade i Catalogue of Life.